# Lucé (Eure-et-Loir)
Lucé ist eine französische Gemeinde mit 15.658 Einwohnern (Stand 1. Januar 2022) im Département Eure-et-Loir in der Region Centre-Val de Loire; sie gehört zum Arrondissement Chartres und zum Kanton Lucé.

## Lage
Nordöstlich der Gemeinde liegen Amilly, Mainvilliers, nördlich davon Mainvilliers und nordwestlich davon Mainvilliers und Chartres, westlich davon Amilly, östlich davon Chartres, südwestlich davon Fontenay-sur-Eure, südlich und südöstlich davon Luisant.

## Geschichte
Der Name Lucé wird auf den lateinischen Namen Lucius zurückgeführt.

## Wappen
Das Wappen der Gemeinde trägt folgende Blasonierung: Dreigeteilt in Silber, Grün und Rot, im grünen Feld eine goldene Sonne.

## Bevölkerungsentwicklung
| Jahr                       | 1962 | 1968   | 1975   | 1982   | 1990   | 1999   | 2007   | 2017   |
| Einwohner                  | 6555 | 11.085 | 13.721 | 17.433 | 18.796 | 17.701 | 15.747 | 15.404 |
| Quellen: Cassini und INSEE |      |        |        |        |        |        |        |        |

## Verkehr
Lucé liegt an der Bahnstrecke Chartres–Bordeaux und wird im Regionalverkehr durch TER-Züge bedient.

## Persönlichkeiten
- Raoul Brandon (1878–1941), Architekt und Abgeordneter der Parti républicain-socialiste in der Dritten Französischen Republik.
- Enzo Millot (* 2002), Fußballspieler.

## Partnerschaften
Die Gemeinde Lucé hat Partnerschaften mit folgenden Städten und Gemeinden:
- Traunreut, Deutschland, seit 1988
- Fajões, Portugal, seit 2002

## Auszeichnungen
Lucé wurden als Ville fleurie drei Blumen vom Conseil national des villes et villages fleuris verliehen.